# Armand Penverne
Armand Penverne (26 de novembre de 1926 - 27 de febrer de 2012) fou un futbolista francès que jugava com a migcampista.
Va jugar com a titular la final de la Copa d'Europa de 1959, que l'Stade de Reims va perdre contra el Reial Madrid al Neckarstadion de Stuttgart, i que suposà la quarta Copa d'Europa consecutiva per als blancs.

## Selecció de França
Va formar part de l'equip francès a la Copa del Món de 1954 i 1958.

## Palmarès
- Ligue 1: 1949, 1953, 1955, 1958
- Coupe de France: 1950, 1958
- Trophée des Champions: 1955, 1958
- Copa Llatina: 1953